# نایجل شورت
نایجل دیوید شورت (به انگلیسی: Nigel David Short) (زاده ۱ ژوئن ۱۹۶۵ در لنکشر) شطرنجباز انگلیسی است که معمولاً بهترین شطرنج‌باز قرن بیستم این کشور محسوب می‌شود. وی در ۱۹ سالگی درجه استاد بزرگی را کسب کرد و از ژانویه ۱۹۸۸ تا ژوئیه ۱۹۸۹ در رتبه سوم رنکینگ جهانی این رشته جای داشت. او در سال ۱۹۹۳ برای فینال قهرمانی جهان در مقابل گری کاسپاروف انتخاب شد.
شورت سابقه پیروزی بر ۱۲ نفر از ۱۹ قهرمان شطرنج رسمی دنیا در تمام دوران‌ها را دارد. او هم‌اکنون مسن‌ترین شطرنج‌بازی است که در بین صد نفر برتر دنیا جای دارد. وی همچنین به عنوان یک مربی و تحلیل‌گر شطرنج نیز فعال است و در سال‌های ۲۰۰۶-۲۰۰۷ مربی تیم ملی شطرنج ایران بود که با موفقیت غیرمنتظره این تیم در کسب مدال برنز تیمی بازی‌های آسیایی دوحه و یک مدال نقره و دو برنز بازی‌های آسیایی داخل سالن ۲۰۰۷ همراه شد.
شورت در ده سالگی با پیروزی بر ویکتور کورچنوی در یک مسابقه سیمولتانه به شهرت رسید. در ۱۹۷۷ سه روز قبل از تولد ۱۲ سالگیش جوان‌ترین شطرنج‌بازی شد که تا آن زمان به مرحله نهایی قهرمانی بریتانیا رسیده است. در ۱۴ سالگی به طور مشترک با جان نان و رابرت بلین قهرمان بریتانیا شد و با کسب ۸ امتیاز از ۱۵ بازی در تورنمنت هاستینگز ۸۰-۱۹۷۹ درجه استاد بین‌المللی را کسب کرد که در آن زمان جوان‌ترین استاد بین‌المللی تاریخ محسوب می‌شد و رکورد ۲۲ سال پیش بابی فیشر را شکست. وی در قهرمانی جوانان جهان ۱۹۸۰ پس از گری کاسپاروف دوم شد و در سال ۱۹۸۴ درجه استاد بزرگ را دریافت کرد. او در سال‌های ۱۹۸۴، ۱۹۸۷ و ۱۹۹۸ قهرمان شطرنج بریتانیا و در ۱۹۹۱ قهرمان انگلستان شد و در سال ۲۰۱۱ در ۴۶ سالگی به طور مشترک با مایکل آدامز در قهرمانی بریتانیا نفر اول شد اما در مسابقه تای‌بریک از او شکست خورد. او همچنین سه بار در ۲۰۰۴، ۲۰۰۶ و ۲۰۰۸ قهرمان کشورهای مشترک‌المنافع شد و در ۲۰۰۶ قهرمانی شطرنج انفرادی اتحادیه اروپا شد.
شورت در ۱۹۸۵ اولین بریتانیایی شد که به تورنمنت کاندیداتوری قهرمانی جهان صعود می‌کند اما در این مسابقه که برای تعیین رقیب قهرمان جهان انجام می‌شد با ۷ امتیاز از ۱۵ بازی بین شانزده نفر دهم شد. در ۱۹۹۰ با کسب نتیجه مطلوب در تورنمنت اینترزونال مانیل برای سومین بار به تورنمنت کاندیداتوری قهرمانی جهان راه یافت. وی در این رقابت‌ها که به طور حذفی برگزار می‌شد با پیروزی بر بوریس گلفاند (۵-۳)، آناتولی کارپف قهرمان سابق جهان (۶-۴) و یان تیمان (۷.۵-۵.۵) حق رقابت با گری کاسپاروف برای قهرمانی جهان را پیدا کرد که پیش از آن سه بار از عنوان خود در برابر کارپف دفاع کرده بود. مسابقه این دو یکی از مقاطع مهم تاریخ شطرنج جهان بود؛ به گفته شورت و کاسپاروف رئیس فدراسیون بین‌المللی شطرنج بدون مشورت با آن‌ها محل مسابقه و جایزه آن را تعیین کرده بود که نقض مقررات این فدراسیون است در نتیجه این دو اتحادیه شطرنج حرفه‌ای را تأسیس کرده و تصمیم گرفتند مسابقه خود را خارج از نظارت فیده برگزار کنند. اتفاقی که باعث شد تا ۱۳ سال بعد یعنی تا سال ۲۰۰۶ شطرنج جهان دو قهرمان (قهرمان کلاسیک و قهرمان رسمی فیده) داشته باشد. مسابقه این دو در لندن با پیروزی ۱۲.۵-۷.۵ کاسپاروف به پایان رسید.
نایجل شورت از سال ۱۹۸۴ تاکنون در تمام دوره‌های المپیاد شطرنج عضو تیم ملی انگلستان بوده است و یک مدال طلای انفرادی در دوبی ۱۹۸۶، سه نقره تیمی در سالونیکی ۱۹۸۴، دوبی ۱۹۸۶، و سالونیکی ۱۹۸۸ و برنز تیمی نووی ساد ۱۹۹۰ را در کارنامه دارد. او همچنین در قهرمانی تیمی شطرنج جهان ۱۹۸۹ مدال برنز انفرادی میز یک را کسب کرد.
او تاکنون در تورنمنت‌های شطرنج مختلف در ۲۹ کشور دنیا به مقام اول رسیده است که شاید بهترین نتیجه او قهرمانی مشترک (همراه با والری سالوف) تورنمنت وی‌اس‌بی آمستردام بالاتر از کاسپاروف و کارپف باشد.